# 翠亨村
翠亨村，广东省中山市南朗街道下辖行政村，是孙中山的故乡，孙中山故里旅游区、中山纪念中学所在地，西环五桂山，东临珠江口伶仃洋，南连珠海市，至今仍保留大量具传统岭南建筑风格的民居，2007年6月，翠亨村入选第三批中国历史文化名村。2012年，列入首批中国传统村落名录。

## 历史
翠亨村据传建于清朝康熙年间，原名蔡坑村，道光初年因附近山林青翠改称“翠亨”。1986年，以翠亨村为镇区设翠亨村镇，1998年并入南朗镇（现南朗街道）。

## 景点
- 孙中山故里旅游区
- 杨殷故居
- 陆皓东故居
- 中山纪念中学旧址